# Ytterträsket (Hietaniemi socken, Norrbotten)
Ytterträsket är en sjö i Övertorneå kommun i Norrbotten och ingår i Sangisälvens huvudavrinningsområde. Sjön har en area på 0,511 kvadratkilometer och ligger 99 meter över havet. Sjön avvattnas av vattendraget Sangisälven (Raitajoki).

## Delavrinningsområde
Ytterträsket ingår i det delavrinningsområde (736877-183482) som SMHI kallar för Utloppet av Södra Kiilisjärvi. Medelhöjden är 129 meter över havet och ytan är 8,64 kvadratkilometer. Räknas de 19 avrinningsområdena uppströms in blir den ackumulerade arean 356 kvadratkilometer. Avrinningsområdets utflöde Sangisälven (Raitajoki) mynnar i havet. Avrinningsområdet består mestadels av skog (60 procent) och sankmarker (23 procent). Avrinningsområdet har 0,63 kvadratkilometer vattenytor vilket ger det en sjöprocent på 7,3 procent.